# Велико Глобоко
Велико Глобоко (словен. Veliko Globoko) — поселення в общині Іванчна Гориця, Осреднєсловенський регіон, Словенія. Висота над рівнем моря: 279,5 м.